# 西城慶子
西城 慶子（さいじょう けいこ、1938年1月3日 - ）は、日本の歌手。
茨城県下妻市生まれ筑西市育ち。東京声専音楽学校を卒業し、歌手となる。ジャンルはジャズ・歌謡曲。8トラックやEP、LPレコードを多数発売している。

## 経歴・生い立ち
1938年（昭和13年）1月3日茨城県下妻市に生まれる。下館第二高等学校時代は徒手選手で「大学にはいって体操の選手になるつもり」だったが、家族の希望で文化服装学院に入学。たまたま当時流行のロカビリーを聴いて、舞台に立ちたくなり、東京声専音楽学院に移った。
1958年（昭和32年） 20歳の時、在学中より歌手活動スタートする。
1961年（昭和36年） 赤坂にあったクラブ「ニュー・ラテン・クォーター」専属歌手となる。初ステージより6日目にナット・キング・コール夫妻が来店した。そこでナットに素質を認められ本格的にデビューに至る。
1962年（昭和37年）より3年間、TBSラジオ「ランプシェイド・ミュージック」にレギュラー出演。
1964年（昭和39年）中村八大の推薦によりNHK「夢であいましょう」に出演。
以後、国内はもとより海外でのステージも多数こなす。
1965年6月24日 ミュージシャンの岡崎広志と結婚
1968年 カーステレオの女王に選ばれ～1977年までに大手レコード会社よりLPを10数枚発売
この期間に、歌手を一度引退するも、岡崎と離婚後には再び歌手として復帰する。
1985年 総理官邸パーティーにジャズ界を代表して招待される
その後もディナーショーやチャリティーコンサートに出演するなどして、現在も歌手活動を継続中

## ディスコグラフィー
アルバム
- 『キス・ミー・ケイコ』
- 『バラード』
- 『慶子の気も知らないで』

## CMソング
- フランスベッド
- 花王石鹸
- 資生堂「レーデ・ボーテ」「インウイ」ほか
- カルピス カルピス＆ブランディ
- 不二家「ネクター」
- 三菱ジャガー
- GEルーム クーラ「ホット・ポイント」
- オンワード
- POLA
- 三菱石油
- 松下電器「毛布ゆめ」
- ミエミラー
- 日立「ローディー」「TV外国用」「オーディオ」
- ノーシン
- コーセー化粧品
- 丸井デパート
- 森永「チョコフレーク」「ビーバーチョコレート」
- パルコ
- 日産「スカイライン」「ローレル」「グロリア」
- エーザイ
- 大沢商会「ブルーダイヤモンド」
- 髙島屋「ピエールカルダン」
- スコッティ
- マンダム
- コマチヘヤー
- コダック「カラーフィルム」
- 日清「サラドレ」
- マックスファクター
- クリネックス
- テクノス
- マツダ「カペラ」
- セイコー
- 東芝
- サンヨー「毛布」
- 岩田屋
- ライオン「バン」
- ツバメコート
- 白鶴
- 紀文「かまぼこ正月編」
- ウイン「ガスライター」
- モロゾフ
- エルシーメイト
- サントリー「ワイン」
- ニッカウヰスキー
- 東京トヨペット
- クロックポット
- 積水ハウス
- ミユキテックス
- オータニホットケーキ
- コカ・コーラ
- プリティモア
- メナード化粧品「Spring '80」
- ハウス食品「ジャワカレー」
- ディズニーランド「X'mas用 Beautiful Dream」
- ツムラ「バスクリン」
- ロッテ

ほか多数